# Георг фон Шенерер
Георг Ритер фон Шенерер (Беч, 17. јул 1842 — Цветл, 14. август 1921) био је аустријски земљопоседник и политичар Аустро-Угарске монархије, активан крајем 19. и почетком 20. века. Главни експонент пангерманизма и немачког национализма у Аустрији, као и радикални противник политичког католицизма и жестоки антисемит; његова агитација је извршила велики утицај на младог Адолфа Хитлера. Шенерер је генерацијама био познат као најрадикалнији пан-немачки националиста у Аустрији.

## Живот и каријера

### Младост
Шенерер је рођен у Бечу као Георг Хајнрих Шенерер; његов отац, богати пионир железнице Матијас Шенерер (1807–1881), службеник куће Ротшилд, кога је цар Франц Јозеф 1860. прогласио за витеза (додајући наследну титулу Ритер (витез) и придев племства фон). Његова супруга је била праунука Р. Самуела Леба Коена, који је умро у Похоржелицама 1832. Имао је млађу сестру Александрину, каснију директорку Theater an der Wien, која је оштро одбацивала политичко мишљење свог брата.
Од 1861. Георг је студирао агрономију на универзитетима у Тибингену, Хохенхајму и Мошонмађаровару (Ungarisch-Altenburg, данас кампус Универзитета Западне Мађарске). Наставио је да води послове на имању свог оца у Росенау код Цветла у руралној области Валдфиртел у Доњој Аустрији.
Потресен аустријским поразом у аустријско-пруском рату 1866. године, распадом Немачке конфедерације и оснивањем Немачког царства 1871. године, млади Шенерер је постао политички активиста и ватрени обожавалац немачког канцелара Ота фон Бизмарка. Заиста, Шенерер је писао писма Бизмарку са страственим дивљењем, и то је наставио да ради чак и након што је Бизмарк јасно ставио до знања да одбацује било какву врсту аустро-немачког национализма и да неће дозволити да аустријски Пан-Немци угрозе Двојну алијансу.

### Улазак у парламент
Током финансијске кризе 1873. године, Шенерер је изабран у Царско веће Цислајтанске Аустрије као либерални представник, али је како је његова каријера напредовала, постајао све екстремнији и гласнији немачки националиста. Постао је надалеко познат по свом говорништву и сматран је ватреним у парламенту. Три године касније раскинуо је са својом странком, агитујући против „јеврејског“ капитализма, против католичке царске куће Хабзбурга и против аустроугарске анексије Босне и Херцеговине 1878. Ову окупацију је осудио као издају етничких немачких интереса. Током говора је рекао: „Све више и више, и све гласније, може се чути како немачке крунске покрајине узвику: да смо већ припали Немачком Рајху и да смо се коначно ослободили Босне и њене пратње!“
Шенерерова политичка уверења била су веома привлачна и социјалистима и националним либералима, од којих су многи још увек оплакивали пораз револуција из 1848. у немачким државама и неуспех да се изгради јединствена национална држава за све етничке Немце.
Тензије су још више порасле 1879. због приступања министра председника Едуарда Тафеа, припадника аустријског племства ирског порекла и чија је католичка, монархистичка и про-мањинска политика толико разбеснела Шенерера и његове следбенике да су оптужили Тафеа да је "антинемачки“.
Године 1882. Шенерер, Виктор Адлер и Хајнрих Фридјунг сачинили су Програм из Линца, који су с поносом називали „не либералним, не клерикалним, већ националним“, аустро-немачког националног покрета, који ће постати главна сила у царској политици.
Креатори су предложили или потпуну аутономију за крунске земље Галиције, Буковине и Далмације које не говоре немачки, или уступање све три Краљевини Угарској. Креатори су даље захтевали да се унија Аустрије са Мађарском сведе на заједничког монарха, без других административних или законодавних последица. Поред тога, немачки је требало да остане једини службени језик Аустрије, чешки народ у Чешкој и Моравској је требало да буде присилно германизован, а Царинска унија, која је требало да буде додата уставу, требало је да ојача везе између Аустрије и Немачког царства којим је владала кућа Хоенцолерна.
Иронично, овај манифест се веома добро уклапао у снове пољских, мађарских и хрватских националиста.
Антисловенске склоности твораца, међутим, добро су представљене у следећем одломку из њиховог манифеста: „Протестујемо против свих покушаја претварања Аустрије у словенску државу. Наставићемо да агитирамо за одржавање немачког као службеног језика и да се противимо проширењу федерализма... Ми смо непоколебљиве присталице савеза са Немачком и спољне политике коју сада води империја.“
Године 1885, Ритер фон Шенерер је додао аријевску клаузулу у Манифест своје Партије.

### Усвајање антисемитизма
Током 1880-их, Шенерер је своју борбу за немачке Аустријанце почео да сматра борбом против Јевреја. На врхунцу своје каријере трансформисао се у политичара крајње деснице, кога су либерали оријентисани ка левици сматрали чак и конзервативцем. Шенерер је развио политичку филозофију која је садржала елементе насилног расног супротстављања Јеврејима који су занемаривали верску припадност. Његова кампања постала је посебно гласна по доласку јеврејских избеглица током погрома из Руског царства, почевши од 1881. године. Оштро је осуђивао утицај „експлоататорских међународних Јевреја“ и 1885. дао је аријевски параграф додат Програму из Линца, што је довело до коначног раскида између њега и Адлера и Фридјунга.
Шенереров приступ је постао модел за немачка национална студентска братства (Burschenschaft) и бројна удружења у Цислајтанској Аустрији. Заузврат, јеврејски активисти попут Теодора Херцла почели су да усвајају идеју ционизма. Шенереров ауторитаризам, солидарност, национализам, пангерманизам, антикатолицизам и антиславизам допадали су се многим Бечлијама, углавном радничкој класи. Ово га је учинило моћном политичком фигуром у Аустрији, а сам себе је сматрао вођом немачких Аустријанаца. Пркосећи забрани министарства образовања о пан-немачким симболима у школама и факултетима, Шенерер је позвао немачке Аустријанце да носе плаве различке (за које се зна да су омиљени цвет немачког цара Вилијама I) у рупицама за дугмад, заједно са кокардама у немачким националним бојама (црна, црвена и жута), као начин да покажу понос својим немачким идентитетом и одбацивање мулти-етничког Аустро-Угарског царства. Као и многи други аустријски пан-Немци, Шенерер се надао распаду Аустроугарске и аншлус (уједињење) са Немачком.
Шенереров покрет је имао различите строге критеријуме: дозвољавао је да његови чланови буду само Немци; ниједан од чланова није могао да има рођаке или пријатеље који су били Јевреји или Словени, а пре него што је било који члан могао да се ожени, он или она су морали да докажу „аријевско” порекло и да провере у његовом или њеном здравственом стању евентуалне недостатке. Други пан-германски покрети су генерално пратили тај пример протеривањем Јевреја и уопште Словена.
Присталице су Шенерера ословљавале са „Фирером“, а он и његови следбеници су такође користили поздрав „Хајл“, две ствари које су Хитлер и нацисти касније усвојили. Шенерер и његови следбеници су се често састајали током лета и зиме и славили немачку историју и слушали немачке борбене песме. Шенерер је рекао својим следбеницима да се припреме за битку између Немаца и Јевреја; рекао је "Ако не протерамо Јевреје, ми Немци ћемо бити протерани!"
Године 1888. био је привремено затворен због претреса једне новинске канцеларије у власништву Јевреја и напада на њене запослене јер је прерано пријавила неминовну смрт цењеног немачког цара Вилхелма I. Шенереров напад је повећао његову популарност и помогао члановима његове странке да буду изабрани у аустријски парламент. Ипак, затворска казна је резултирала не само губитком статуса племића, већ и мандата у парламенту. Шенерер је поново изабран у Царски савет тек 1897. године, док су ривали попут градоначелника Беча Карла Лугера и његова Хришћанско-социјалне партија искористили шансу коју је створила његова немилост, да напредују.
Шенерер је напустио католичку цркву јануара 1900. и прешао у лутеранску деноминацију.

### Крај каријере у политици
Касније, 1897, Шенерер је ипак могао да помогне у оркестрирању избацивања министра-председника Цислајтаније Касимира Феликса Графа Баденија са функције. Бадени је прогласио да ће државни службеници у Чешкој под контролом Аустрије морати да знају чешки језик, што је уредба која је спречила многе бохемијске етничке особе које говоре немачки, од којих већина не зна чешки, да се пријаве за владине послове. Шенерер је организовао масовне протесте против ове уредбе и пореметио парламентарне поступке, што је на крају довело до тога да цар Франц Јозеф смени Баденија.
Током ових година, док је Културкампф делио царску Немачку, Шенерер је основао Лос фон Ром! („Одвојимо се од Рима!“) који се залагао за преобраћање свих римокатолика који говоре немачки језик у Аустрији у лутерански протестантизам, или, у неким случајевима, у старокатоличке цркве. Шенерер је постао још моћнији 1901. године, када је 21 члан његове странке добио место у парламенту. Међутим, његов утицај и каријера су након тога брзо опали због његових снажних ставова и личности. Његова партија је такође страдала и практично се распала до 1907. Али његови ставови и филозофија, да не спомињемо његову велику вештину као агитатора, утицали су и инспирисали Хитлера као и нацистичку партију.

### Смрт
Шенерер је умро у свом имању Розенау у близини Цветла у Доњој Аустрији 14. августа 1921. Организовао је да буде сахрањен у близини Бизмарковог маузолеја на свом имању у Фридрихсруу, Лауенбург у данашњем Шлезвиг-Холштајну, у северној Немачкој.